# Arbejde Adler
Landsforeningen Arbejde Adler er en folkekirkeligt forankret social forening stiftet i 1911 af daværende præst ved Diakonissestiftelsen Nicolai Dalhoff. 
Foreningen omfatter i dag en række selvejende moderne institutioner, hvor målgruppen er hjemløse, socialt udsatte og andre sårbare mennesker. Der tilbydes hjælp og støtte fra en række forskellige faggrupper, herunder socialrådgivere, socialpædagoger, sygeplejersker o.a. sundhedsuddannede samt uddannede håndværkere, der leder og vejleder i arbejdet på diverse værksteder.
Derudover producerer landsforeningen viden om social udsathed gennem undersøgelser og analyser og videreformidler denne viden i forbindelse med undervisning og foredrag samt i den offentlige debat. 
Landsforeningen arbejder på et folkekirkeligt grundlag under mottoet Værdighed, Selvrespekt og Næstekærlighed og hjælper mennesker, som i kortere eller længere tid befinder sig i vanskelige livssituationer på grund af hjemløshed, afhængighed samt psykisk og/eller fysisk sygdom. Foreningens grundlæggende mærkesager er: 
- Retten til arbejde
- Retten til hjem
- Retten til liv

## Indsatsområder
- Retten til arbejde : Alle mennesker kan noget og bør have ret til at kunne bidrage til fællesskabet. Derfor tilbyder foreningens forsorgshjem meningsfuldt arbejde til beboerne. Arbejdet på værkstederne give beboerne mulighed for at deltage i arbejdsfællesskaber og være med til at producere gode produkter, der kommer andre til gavn. Arbejdet er højt værdsat af beboerne og har en stor rehabiliterende betydning.
- Retten til hjem : I Danmark lever omkring 6000 mennesker uden et permanent hjem. Landsforeningen Arbejde Adler mener, alle har ret til et hjem, hvor man kan leve og føle sig tryg.
- Retten til liv : Landsforeningen Arbejde Adler mener, at alle har ret til at definere og stræbe efter et godt og meningsfuldt liv. Også hvis man lever ”på kanten af samfundet” eller vælger at leve anderledes end flertallet.

## De fem institutioner
Der er i alt fem selvejende institutioner tilknyttet Landsforeningen Arbejde Adler, som tilsammen omfatter følgende otte tilbud: 
- Godrum sydvest for Silkeborg tilbyder midlertidigt ophold, støtte og opfølgning til hjemløse.
- Lysbro i Silkeborg tilbyder midlertidige boliger for tidligere hjemløse.
- Botilbuddet Landlyst ved Godrum]. Landlyst er et permanent hjem for en mindre gruppe mennesker, som lever med afhængighed og samtidig har brug for omfattende støtte, omsorg og pleje.
- Dalhoffsminde uden for Haderslev tilbyder midlertidigt ophold, støtte og opfølgning til hjemløse. Beboerne tilbydes også mange former for beskæftigelse under vejledning af faglærte værksteds-medarbejdere.
- Hoptrup Hytteby uden for Haderslev er en mindre gruppe af såkaldte ”skæve boliger” målrettet mennesker med behov for social og praktisk støtte i tilknytning til et selvstændigt permanent hjem.
- Roskildehjemmet tilbyder midlertidigt ophold, støtte og opfølgning til hjemløse. Beboerne har også mulighed for beskæftigelse i køkken, rengøring, på grønne områder og cykelværksted m.m.
- Arbejde Adlers Aflastning i København er et specialiseret sundhedsfagligt tilbud, som tilbyder midlertidigt ophold for syge, socialt udsatte borgere med behov for omfattende pleje, omsorg og genoptræning.
- Glim Refugium i Lejre er et botilbud for unge med behov for længerevarende psykologisk og pædagogisk indsats.

## Landsforeningens sekretariat
Landsforeningens sekretariat er beliggende på Amager og består af sekretariatschef Dorte Schiønning Andersen og sekretariatsmedarbejder Vibeke Rasmussen.

## Arbejde Adlers historie
Landsforeningen Arbejde Adler blev stiftet af Nicolai Dalhoff i 1911 med henblik på at afhjælpe den udtalte nød, som dengang herskede blandt landets mange arbejdsløse og hjemløse mænd. Dengang skønnedes det, at der i Danmark fandtes ca. 10.000 mænd, der uden arbejde og fast bopæl vagabonderede rundt i landet, hvor de klarede sig fra dag til dag ved tilfældige småjobs og tiggeri.
- "Enhver, som vil det, kan få arbejde!"

I 1881 mødte Dalhoff en stor inspirator, Friedrich von Bodelschwingh(en) fra Tyskland, som allerede i 1870’erne var kendt for sin dynamiske udvikling af diakonissehuset Bethel. I 1882 oprettede Bodelschwingh arbejdskolonien Wilhelmsdorf in der Senne, som et arbejdstilbud og et fristed for hjemløse og arbejdsløse mænd. I 1894 ville man i Danmark afprøve Bodelschwinghs idé om ”arbejde i stedet for almisse”, og den 20. januar 1894 var Dalhoff med til at åbne Kjøbenhavns Arbejdshjem på loftet af Sct. Peders Gæstehjem.
- Stiftelsen af Landsforeningen Arbejde Adler

Iværksættelsen af Landsforeningen Arbejde Adler gik i gang i 1910, hvor ”Fredericiaudvalget” blev nedsat. Af ”Fredericiaudvalgets” forslag, fremgik det at en landsforening blandt andet skulle oprette lokalforeninger og grundlægge centrale arbejdskolonier, hvor arbejdsløse og vandrende mænd, som ikke gennem anden arbejdsanvisning kunne finde blivende beskæftigelse. 4. januar 1911 sendte Fredericiaudvalget og 124 kendte og socialt interesserede kvinder og mænd fra hele landet et opråb ud omkring arbejdsløshed:
| Citat | Dens Formaal er Fremme af Hjælp til Arbejdsløse, ikke ved en i Længden demoraliserende Almisse men ved Arbejde […] | Citat |
|       | |       |

Landsforeningen blev stiftet den 3. februar 1911 ved et offentligt møde i Grundtvigs Hus i København.
- Arbejde Adlers første år

Allerede første år kunne der noteres 10.000 medlemmer, og man erhvervede jord til den første arbejdskoloni, Godrum. Året efter bevilligede staten 5.000 kr. til opbygningen af Godrum, og Arbejde Adlers medlemstal steg til 20.000 med et kontingent på 2 kr. pr. år. Landsforeningen var på dette tidspunkt bygget op således, at lokalforeninger rundt omkring i landet ved medlemskab betalte det førnævnte kontingent, og Landsforeningen var derudover finansieret gennem private donationer samt af bevillinger fra staten. I løbet af Arbejde Adlers første leveår oprettedes mange arbejdsherberger, og i 1915 var der over 50 arbejdsherberger rundt omkring i landet.
- Værdighed, Selvrespekt og Næstekærlighed

I 1922 trådte Dalhoff tilbage som formand og seks ud af tolv pladser i hovedbestyrelsen blev tilbudt ”Kirkelig forening for den indre mission i Danmark”. Som en nu folkekirkelig forankret social forening, arbejdede Arbejde Adler under mottoet: Værdighed, Selvrespekt og Næstekærlighed.
- 1933: Danmark for en socialreform

På det socialpolitiske plan gik 20’erne med at ”lappe” på socialreformen fra 1891. De vekslende kriser medførte midlertidige ordninger, og efterhånden blev hjælpeområdet helt uoverskueligt for såvel borgere som administrationen. I 1933 fik Danmark en ny socialreform. Socialreformen bestod af fire hovedafsnit, blandt andet Lov om offentlige forsorg og Arbejdsløshedsforsikringsloven – alle med ydelser efter retsprincippet. Som en undtagelse blev nævnt fattighjælpen, som fortsat havde ydmygende konsekvenser for modtagerne – arbejdsuvillige, forsømmelige forsørgere, alkoholikere og vagabonder – de ’selvforskyldte trængende’. 
Med socialreformen fik kommunerne pligt til at råde over et vist antal pladser på ”anstalter”, og ydermere skulle kommunen nu godkende arbejdskolonier, altså føre et vist tilsyn. I 1936 begyndte ”Tilsynsrådet med herberger og kolonier” sit arbejde, hvorfor der indførtes ny husorden for arbejdskolonier og hjem, samt særlige instrukser for Arbejde Adlers herbergsgæster, eksempelvis indførtes et løn-regulativ for disse.
- Samarbejde med staten

I 1958 stillede Landsforeningen pladser på de respektive hjem til rådighed for de personer, som amter og kommuner havde forsørgelsespligt overfor. Desuden begærede Landsforeningen Socialministeriet om at anerkende foreningens arbejdskolonier i henhold til Forsorgslovens § 41, og deraf opnå fast statstilskud. Anerkendelsen heraf skete i 1960, hvilket skulle vise sig at være starten på ”de blomstrende tresser” med en relativt god økonomi for Landsforeningen.  
- 1976: Bistandsloven vedtages

I 1970 lukkede de sidste små herberger, som var tilsluttet Landsforeningen. Herberget i København lukkede for at blive ombygget til plejehjem, og herberget i Hobro lukkede grundet manglende besøg. Tilbage var arbejdskolonierne Roskildehjemmet, Godrum og Dalhoffsminde. Fremtidigt skulle hjemmene sortere under amterne, og i 1974 erklærede amterne sig rede til at samarbejde med Arbejde Adler, så snart Bistandsloven blev vedtaget. Bistandsloven blev vedtaget i 1976 og medførte blandt andet at det nødvendige personale til at løse de opgaver, som stod beskrevet i Bistandslovens §§ 105-111, skulle bevilges af amternes sociale udvalg. Det var dog ikke alle udvalgsmedlem, som mente, at der behøvedes ret meget personale til at tage sig af gruppen ’hjemløse mænd’, da disse blot skulle ”opbevares”. Dette på trods af intentionerne bag Bistandsloven, som blandt andet betød et fokus på den udsatte borgers genplacering i samfundet med den tilhørende fornødne rådgivning, vejledning og såvel social som psykologisk og medicinsk bistand.  
- Arbejde Adler i dag

Med alle de tiltag og reformer, som politiske er blevet gennemført i Landsforeningen Arbejde Adlers levetid, har foreningen anno 1981 gennemgået en omstrukturering af selve opbygningen og organisationen. Fra at være en landsforening med et repræsentantskab og en hovedstyrelse, der gennem sit forretningsudvalg varetog alle løbende forretninger vedrørende de tre hjem Godrum, Dalhoffsminde og Roskildehjemmet, er disse blevet selvejende institutioner med hver sin bestyrelse. Nu samarbejder Arbejde Adler med kommuner og regioner og en lang række organisationer på hjemløseområdet.